# Muraenosaurus
Muraenosaurus (có nghĩa là  "thằn lằn cá chình") là một chi bò sát biển cryptoclidid đa tuyệt chủng từ Trung Jura ở Anh hoặc có thể cả ở Pháp.

## Description

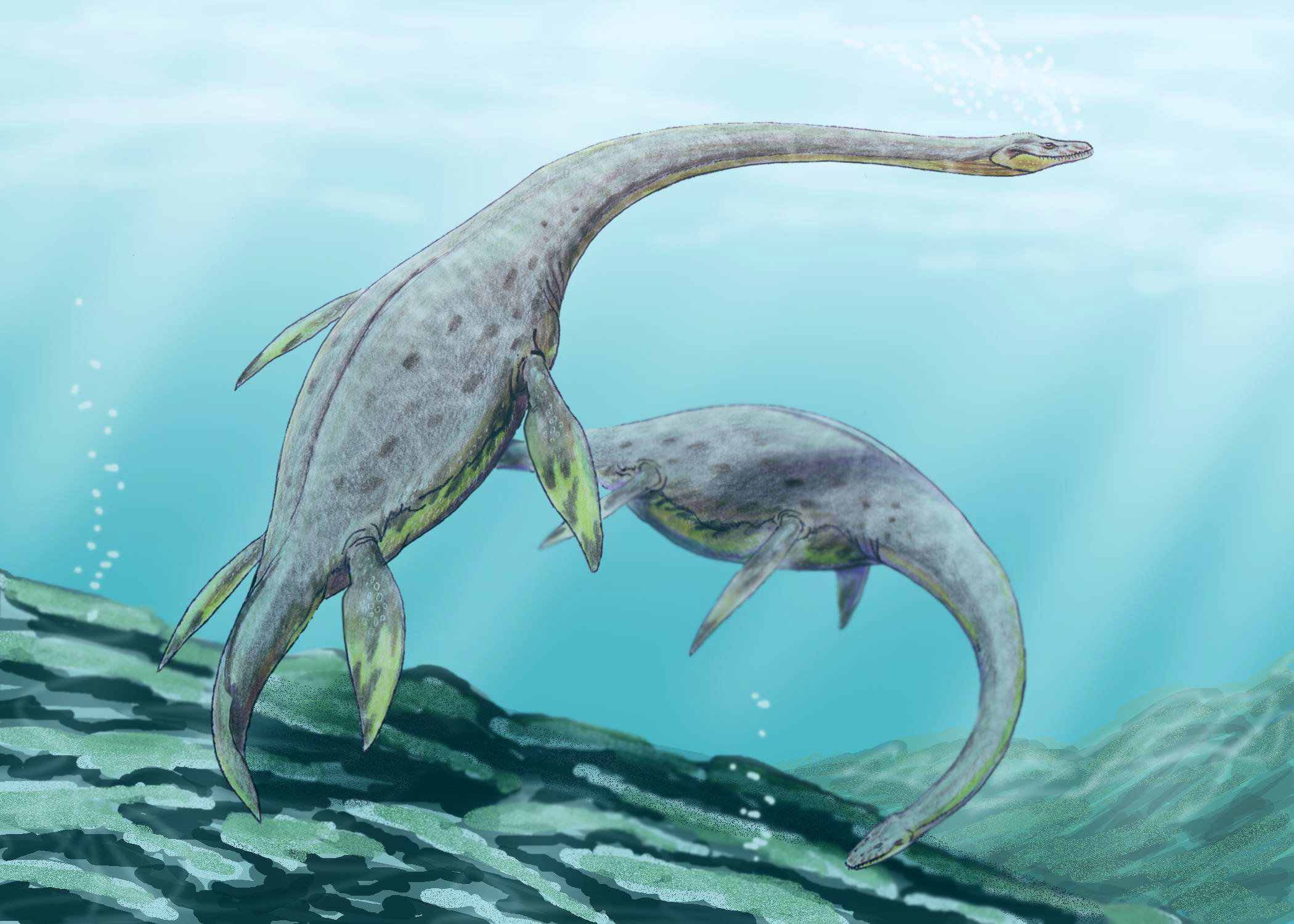
M. leedsii

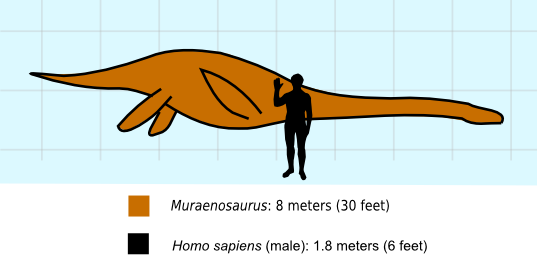
With a human to scale

Muraenosaurus trưởng thành dài khoảng 6 mét (20 ft), trong đó khoảng một nửa độ dài cơ thể là chiều dài cổ với 44 đốt sống. Phía sau cổ, Muraenosaurus có một đoạn cơ thể ngắn tương đối linh hoạt và chân chèo khỏe. Đầu của chúng khá nhỏ so với kích thước cơ thể, chỉ khoảng 37 cm (15 in).